# روبرتو باكي
روبرتو باكي Roberto Bachi (بالعبرية: רוברטו בקי‏) (16 يناير 1909 - 26 نوفمبر 1995) عالم إحصاء وديموغرافيا إيطالي إسرائيلي، ومؤسس مكتب الإحصاء المركزي الإسرائيلي. ركز بحثه على العرض البياني للإحصائيات وتجديد الدراسات الديموغرافية اليهودية في الشتات. 
حصل على جائزة إسرائيل عام 1982.

## سيرة شخصية
ولد روبرتو باكي لعائلة يهودية إيطالية في روما. درس القانون والإحصاء في جامعة روما وحصل على درجة الدكتوراه في القانون عام 1931. قام بتدريس الإحصاء في جامعة ساساري من عام 1934 إلى عام 1936، وفي جامعة جنوة من عام 1936، وأصبح أستاذًا متفرغًا في عام 1937 
هاجر إلى فلسطين بعد إقرار القوانين العنصرية الإيطالية عام 1938، حيث أصبح ناشطاً في حركة الماباي. 
عمل باكي كخبير إحصائي في منظمة هاداسا الطبية (حيث أسس مكتب الإحصاء المركزي الطبي)، وخلال الفترة 1945-1947 في دائرة الإحصاء في حكومة الانتداب البريطاني.  وبدأ تدريس الإحصاء في الجامعة العبرية في القدس في أوائل الأربعينيات.  ودرس مسألة الخصوبة البديلة لليشوف وتوافق على نطاق واسع مع كبار القادة الصهاينة في ذلك الوقت، ونقل بيانات مقارنة عن السكان اليهود والعرب إلى ديفيد بن غوريون وآخرين.  
بعد الحرب العالمية الثانية، دعت وزارة الخارجية الإيطالية باكي لاستئناف منصبه في جنوة، وهو ما رفضه باكي.  وبحلول عام 1945، أصبح باكي أستاذًا مشاركًا في الإحصاء في الجامعة العبرية، وتمت ترقيته إلى أستاذ متفرغ في عام 1947. كما عُيَّن كإحصائي عام لإسرائيل مع تأسيس الدولة عام 1948، وأسس مكتب الإحصاء المركزي الإسرائيلي عام 1949، والذي أداره حتى عام 1971. 
في الوقت نفسه، كان باكي من بين مؤسسي كلية العلوم الاجتماعية في الجامعة العبرية وشغل منصب أول عميد لها من عام 1953 إلى عام 1956.  وشغل منصب عميد الجامعة العبرية في 1959-1960. وبعد تقاعده في عام 1977، ركز باكي في المقام الأول على الإحصاء الجغرافي والتمثيل البياني للبيانات الإحصائية. 
حصل على جائزة إسرائيل عام 1982.
توفي باكي في 26 نوفمبر 1995. 

## منشورات مختارة
- الحركة السكانية في جميع أنحاء أوروبا لمدينة أوروبا الكبرى (روما، 1933)
- التطور الديموغرافي الإيطالي (روما، 1939)
- الأنماط العقلانية الرسومية (القدس، 1968)
- الاتجاهات السكانية ليهود العالم (القدس، 1976)
- سكان إسرائيل (القدس، 1977)
- الأساليب الجديدة للتحليل الإحصائي الجغرافي والعرض البياني (نيويورك، 1999)